# Oxycarenus
Oxycarenus är ett släkte av insekter. Oxycarenus ingår i familjen fröskinnbaggar.
Släktet innehåller bara arten Oxycarenus modestus.

## Bildgalleri

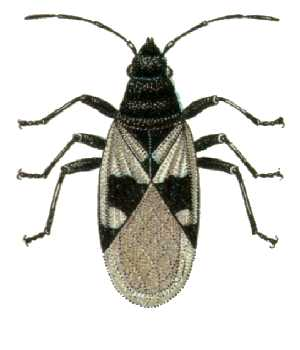
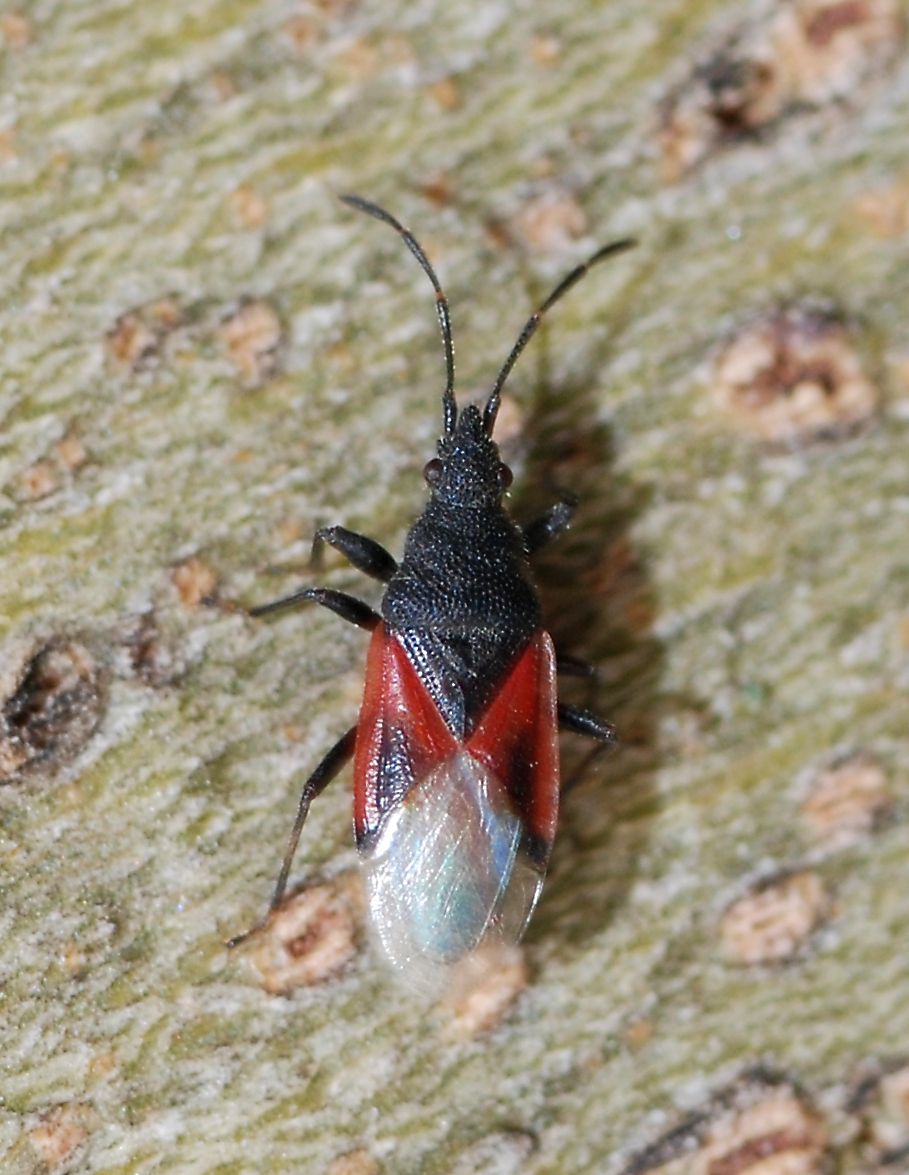
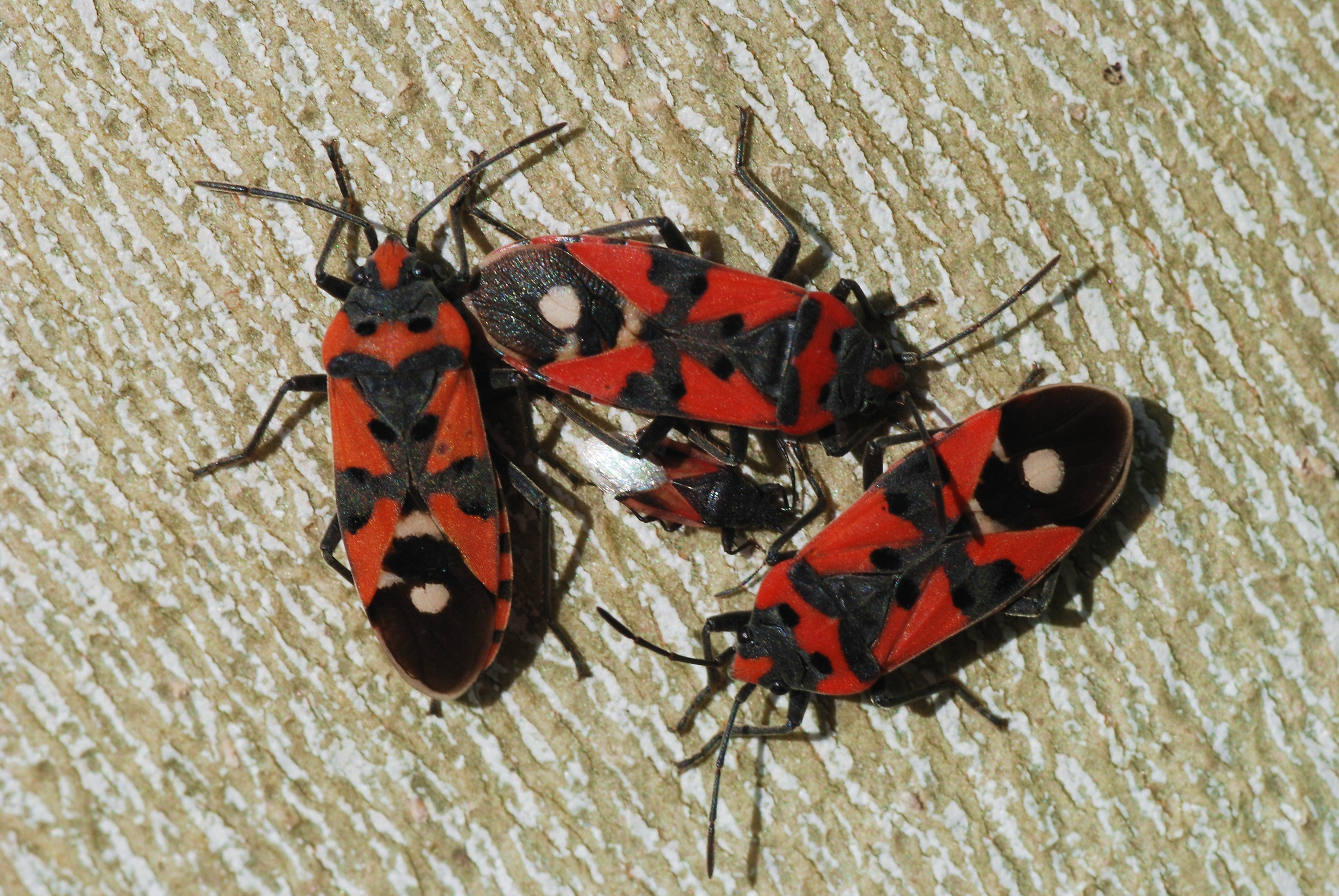
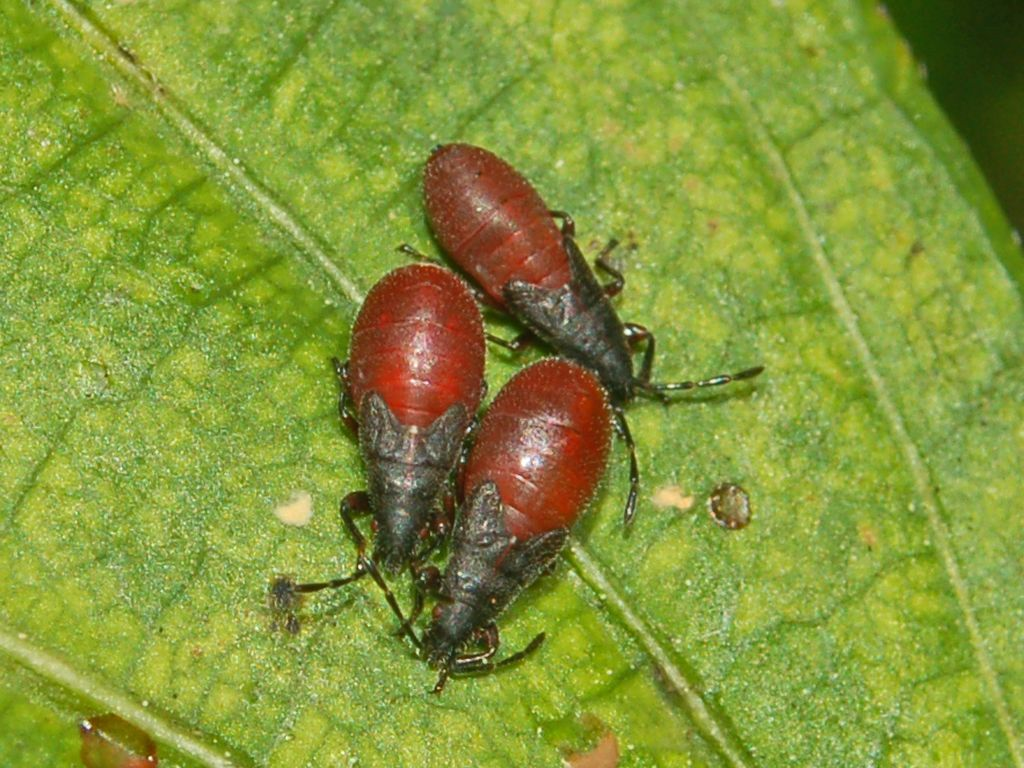
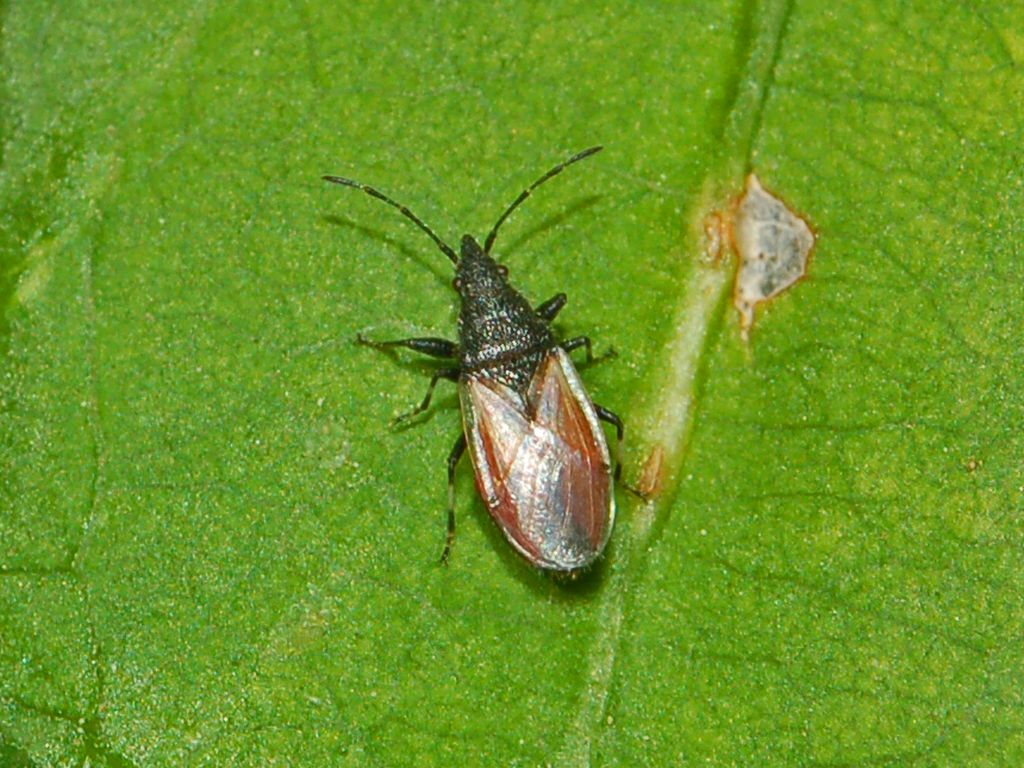
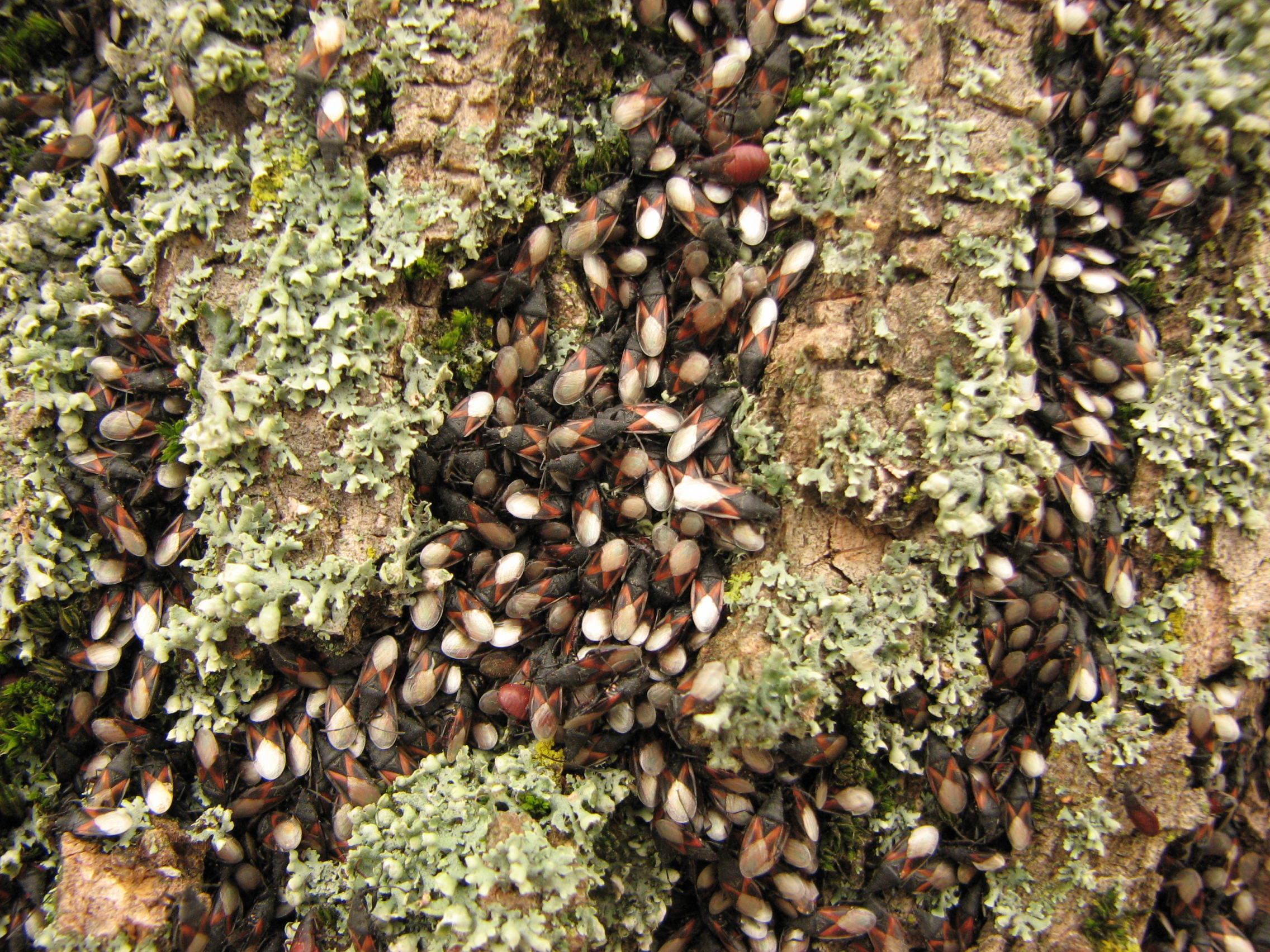